# Vohwinkel-Mitte
Das Wuppertaler Wohnquartier Vohwinkel-Mitte ist eines von neun Quartieren des Stadtbezirks Vohwinkel. Es ist das historische Zentrum der ehemaligen selbständigen Stadt Vohwinkel.

## Geographie
Das 1,48 km² große, vollständige bebaute Wohnquartier wird im Norden von der Bahnstrecke Düsseldorf–Elberfeld, im Osten von den Straßen Eichendorffstraße, Mondstraße und Buchenhofer Straße und im Süden von den Straßen Schlieffenstraße, Goerdelerstraße, Westring und Haaner Straße begrenzt.
Es ist im Uhrzeigersinn von den Wohnquartieren Osterholz, Tesche, Industriestraße, Sonnborn, Zoo, Buchenhofen, Schrödersbusch und Westring umgeben.
Zu den kulturhistorisch bedeutsamen Bauwerken gehören neben der Landstrecke der Wuppertaler Schwebebahn und dem westlichen Wendebahnhof das Rathaus Vohwinkel, der Bahnhof Vohwinkel, die Evangelische Kirche Vohwinkel mit dem gegenüberliegenden Gemeindehaus Gräfrather Straße und das Gebhardgebäude.
Drei Schulen, davon eine Grundschule, bieten ein umfangreiches Bildungsangebot.
Im Quartier endet die Linie 683, eine der Solinger O-Buslinien.
In Vohwinkel-Mitte findet jährlich der Vohwinkeler Flohmarkt, der größte Ein-Tages-Trödelmarkt der Welt, statt.